# Mačkovec (Chorwacja)
Mačkovec – wieś w Chorwacji, w żupanii medzimurskiej, w mieście Čakovec. W 2011 roku liczyła 1326 mieszkańców.